# Relaciones exteriores de Ucrania
Ucrania mantiene relaciones formales con muchas naciones y en las últimas décadas ha ido estableciendo relaciones diplomáticas con un círculo cada vez más amplio de naciones. Las relaciones exteriores de Ucrania se rigen por una serie de prioridades clave esbozadas en la política exterior de Ucrania.

## Relaciones con Occidente
Ucrania considera la integración euroatlántica su principal objetivo de política exterior, pero en la práctica equilibra su relación con Europa y Estados Unidos al tiempo que intenta cortar sus considerables lazos con Rusia. El Acuerdo de Colaboración y Cooperación (ACC) de la Unión Europea con Ucrania entró en vigor el 1 de marzo de 1998. La Unión Europea (UE) ha animado a Ucrania a aplicar plenamente el ACC antes de iniciar las conversaciones sobre un acuerdo de asociación. La Estrategia Común de la UE hacia Ucrania, publicada en la Cumbre de la UE celebrada en diciembre de 1999 en Helsinki, reconoce las aspiraciones a largo plazo de Ucrania, pero no habla de asociación.
El 31 de enero de 1992, Ucrania ingresó en la entonces Conferencia sobre la Seguridad y la Cooperación en Europa (ahora Organización para la Seguridad y la Cooperación en Europa-OSCE), y el 10 de marzo de 1992 se convirtió en miembro del Consejo de Cooperación del Atlántico Norte. Ucrania también mantiene una estrecha relación con la OTAN y ha declarado su interés por ingresar en ella. Es el miembro más activo de la Asociación para la Paz (APP). El expresidente Viktor Yushchenko indicó que es partidario de que Ucrania ingrese en la UE en el futuro. Los planes de adhesión de Ucrania a la OTAN fueron archivados por Ucrania tras las elecciones presidenciales ucranianas de 2010, en las que Viktor Yanukóvich fue elegido presidente.

Países con los que Ucrania (marcados en rojo) mantiene relaciones diplomáticas.

Yanukóvich optó por mantener a Ucrania como Estado no alineado. Esto se materializó el 3 de junio de 2010, cuando el Parlamento ucraniano (Verjovna Rada) excluyó, con 226 votos, el objetivo de "integración en la seguridad euroatlántica y pertenencia a la OTAN" de la estrategia de seguridad nacional del país, dándole un estatus de Estado no alineado. La "integración europea" ha seguido formando parte de la estrategia de seguridad nacional de Ucrania y no se excluyó la cooperación con la OTAN.
Ucrania consideró entonces las relaciones con la OTAN como una asociación. Ucrania y la OTAN siguieron celebrando seminarios conjuntos y ejercicios tácticos y estratégicos conjuntos. Tras la destitución de Yanukóvich en febrero de 2014 y la anexión rusa de Crimea, la nación ha renovado su impulso para ingresar en la OTAN. El 23 de diciembre de 2014, la Rada Suprema abolió, con 303 votos, el estatus de no alineado de Ucrania.

## Acuerdos bilaterales en seguridad

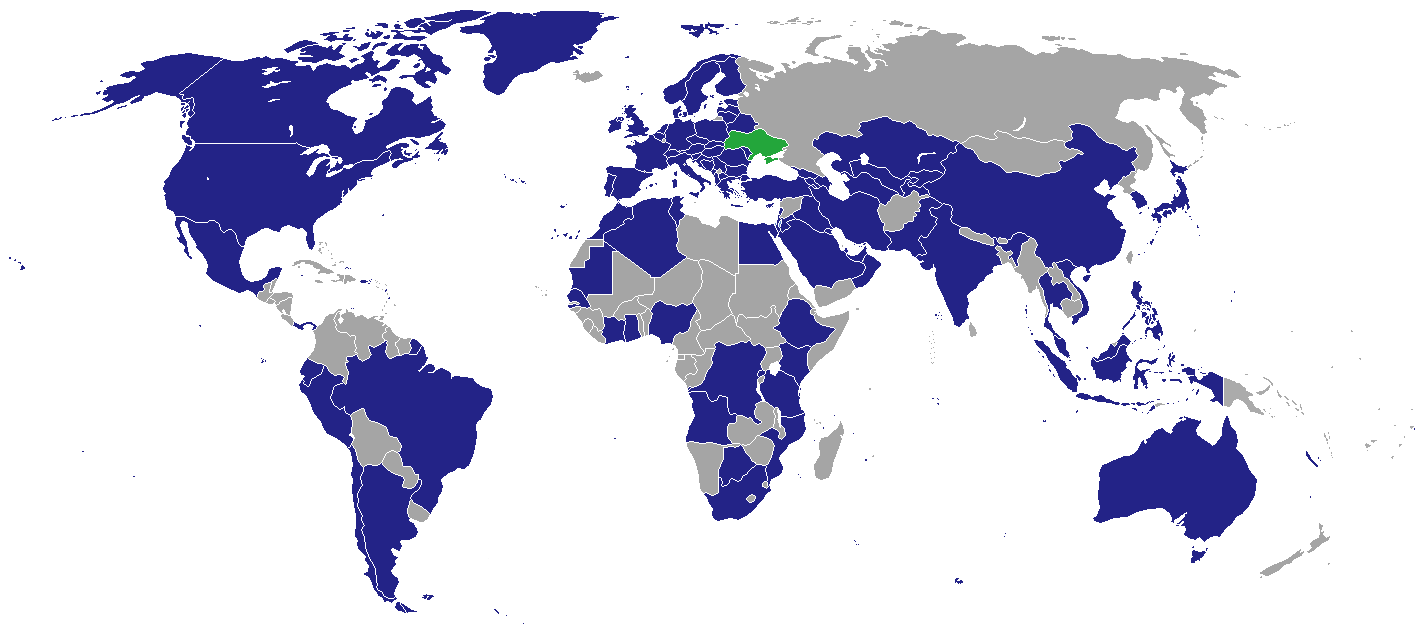
Misiones diplomáticas de Ucrania

A principios de 2024, tras la invasión rusa de Ucrania el 24 de febrero de 2022, varios aliados de Ucrania firmaron tratados bilaterales de seguridad a largo plazo con Ucrania para muchos años (a menudo un periodo de 10 años). Fueron el resultado de una declaración de los países del G7 en una cumbre de la OTAN celebrada en Washington el 12 de julio de 2023, que concluía el establecimiento de un marco de acuerdos bilaterales de seguridad de apoyo militar, material y económico a largo plazo para la defensa de Ucrania. Los acuerdos bilaterales daban prioridad al refuerzo de los sistemas de defensa aérea, la artillería, las capacidades de ataque de largo alcance, el blindaje y la aviación de combate ucranianos para defenderse de la agresión militar rusa.
- 12 de enero de 2024: El Reino Unido firma un acuerdo bilateral de cooperación en materia de seguridad con Ucrania.[10]
- 16 de febrero de 2024: Francia firma un acuerdo bilateral de cooperación en materia de seguridad con Ucrania.[9]
- 16 de febrero de 2024: Alemania firma un acuerdo bilateral de cooperación en materia de seguridad con Ucrania.[9]
- 23 de febrero de 2024: Dinamarca firma un acuerdo bilateral de cooperación en materia de seguridad con Ucrania.[9]
- 24 de febrero de 2024: Italia firma un acuerdo bilateral de cooperación en materia de seguridad con Ucrania.[9]
- 24 de febrero de 2024: Canadá firma un acuerdo bilateral de cooperación en materia de seguridad con Ucrania.[9]

Desde entonces, otros 25 países han anunciado que también están dispuestos a firmar acuerdos bilaterales de seguridad a largo plazo con Ucrania.
- 1 de marzo de 2024: Los Países Bajos firmaron un acuerdo bilateral de cooperación en materia de seguridad de 10 años de duración con Ucrania.[11][12] Se unió a otros 31 países que habían firmado recientemente tratados bilaterales de seguridad con Ucrania o estaban negociando hacerlo.[12] Al 15 de marzo de 2024, entre las partes que negociaban acuerdos bilaterales de seguridad a largo plazo con Ucrania se encontraban Estados Unidos, Japón, Rumanía, Noruega, España, Grecia, Finlandia y Letonia, así como la Unión Europea.[13]
- 11 de abril de 2024: Letonia firma un acuerdo de seguridad de 10 años con Ucrania.[14]

## Relaciones con los Estados de la CEI
Las relaciones de Ucrania con Rusia son complicadas debido a la dependencia energética y a los atrasos en los pagos. Sin embargo, las relaciones mejoraron con la ratificación en 1998 del Tratado bilateral de Amistad y Cooperación. Ambas partes firmaron una serie de acuerdos sobre la división final y la disposición de la antigua Flota soviética del Mar Negro que contribuyeron a reducir las tensiones. Sin embargo, Ucrania cortó sus relaciones diplomáticas con Rusia como respuesta a la invasión rusa de Ucrania.
Ucrania se convirtió en miembro (no oficial) de la Comunidad de Estados Independientes (CEI) el 8 de diciembre de 1991. En enero de 1993 se negó a respaldar un proyecto de carta que reforzaba los lazos políticos, económicos y de defensa entre los miembros de la CEI, y dejó de participar como miembro por completo en marzo de 2014. Ucrania fue miembro fundador de GUAM (Georgia-Ucrania-Azerbaiyán-Moldavia).
En 1999-2001, Ucrania fue miembro no permanente del Consejo de Seguridad de la ONU. La Ucrania soviética se unió a las Naciones Unidas en 1945 como uno de los miembros originales tras un compromiso occidental con la Unión Soviética, que había pedido escaños para las 15 repúblicas de su unión. Ucrania ha apoyado sistemáticamente la resolución pacífica y negociada de los conflictos. Ha participado en las conversaciones cuatripartitas sobre el conflicto de Moldavia y ha promovido una resolución pacífica del conflicto en el Estado postsoviético de Georgia. Ucrania también ha contribuido sustancialmente a las operaciones de mantenimiento de la paz de la ONU desde 1992.
Leonid Derkach (presidente del SBU, que es el servicio de seguridad ucraniano, sucesor del KGB) fue despedido por presiones occidentales tras organizar la venta de sistemas de radar a Irak mientras tales ventas estaban embargadas.

## Litigios internacionales

### Bielorrusia
El tratado fronterizo de 1997 con Bielorrusia sigue sin ratificarse debido a reclamaciones financieras sin resolver, lo que paraliza la demarcación y reduce la seguridad fronteriza.

### Rusia
La delimitación de la frontera terrestre con Rusia está incompleta, pero las partes han acordado aplazarla. La frontera marítima a través del mar de Azov y el estrecho de Kerch sigue sin resolverse a pesar de un acuerdo marco de diciembre de 2003 y de los debates en curso a nivel de expertos. El primer ministro Vladímir Putin declaró supuestamente en una cumbre OTAN-Rusia en 2008 que si Ucrania ingresaba en la OTAN, su país podría aspirar a anexionarse el este de Ucrania y Crimea. A partir de 2023, Rusia se ha anexionado la península de Crimea y otras cuatro regiones de Ucrania: Donetsk, Luhansk, Jersón y Zaporizhzhia.
A partir de noviembre de 2013, la decisión del presidente ucraniano Víktor Yanukóvich de renunciar a firmar un acuerdo de integración con la Unión Europea inició un periodo de agitación civil entre los ucranianos partidarios de la integración en la Unión Europea y los que querían estrechar lazos con Rusia. Esto culminó en la Revolución de la Dignidad. Rusia aprovechó esta inestabilidad política para anexionarse Crimea en marzo de 2014, aunque Ucrania sigue reclamando la soberanía sobre el territorio. Rusia también ha apoyado supuestamente a las fuerzas separatistas en la guerra de Donbás. En diciembre de 2015, piratas informáticos rusos piratearon las redes eléctricas de Ucrania, lo que provocó un apagón y terror generalizado.
El 24 de febrero de 2022, se cortaron las relaciones diplomáticas con Rusia como respuesta a la invasión rusa de Ucrania.

### Moldavia
Moldavia y Ucrania han establecido puestos aduaneros conjuntos para controlar el tránsito a través de la región separatista moldava de Transnistria, que permanece bajo supervisión de la OSCE.

### Rumania
Ucrania y Rumania han resuelto su disputa sobre la isla Zmiyinyy (Serpiente), administrada por Ucrania, y la frontera marítima del Mar Negro en el Tribunal Internacional de Justicia. El CIA World Factbook afirma que "Rumanía se opone a que Ucrania reabra un canal de navegación desde la frontera del Danubio a través de Ucrania hasta el Mar Negro".

## Promoción de la inversión
La empresa estatal InvestUkraine fue creada en el marco de la Agencia Estatal de Inversiones y Proyectos Nacionales (Proyectos Nacionales) para servir de ventanilla única a los inversores y prestar servicios de consultoría en materia de inversiones.

## Relaciones por país

### Multilateral
| Organización                        | Inicio de relaciones formales | Notas |
| ----------------------------------- | ----------------------------- | --- |
| Unión Europea                       | Diciembre de 1991             | Véase Relaciones Ucrania-Unión Europea, Adhesión de Ucrania a la Unión Europea La Asociación Oriental pretende complementar la Dimensión Septentrional proporcionando un foro institucionalizado para debatir acuerdos sobre visados, acuerdos de libre comercio y acuerdos de asociación estratégica con los vecinos orientales de la UE. |
| Naciones Unidas                     | 1945                          | Véase Comisión Económica para Europa, Organización para la Seguridad y la Cooperación en Europa. |
| OTAN                                | 1991                          | Véase Relaciones Ucrania-OTAN, Programa de Asociación para la Paz, Consejo de Asociación Euroatlántico |
| Comunidad de Estados Independientes | 21 de diciembre de 1991       | Véase Relaciones Ucrania-Comunidad de Estados Independientes Ucrania es signataria tanto de los Acuerdos de Belovezh como del Protocolo de Almá-Atá; sin embargo, nunca ha ratificado ninguno de los dos acuerdos y nunca ha sido miembro de la CEI[cita requerida] Dejó de participar en gran medida en la CEI a partir de 2014 y retiró a sus representantes de todos los órganos estatutarios de la CEI en 2018 como consecuencia de la guerra ruso-ucraniana. |

### África
| País                           | Inicio de relaciones formales | Notas |
| ------------------------------ | ----------------------------- | --- |
| Argelia                        | 20 de agosto de 1992          | Véase Relaciones Argelia-Ucrania - Argelia reconoció la independencia de Ucrania en 1992. - Argelia tiene una embajada en Kiev. - Ucrania tiene una embajada en Argel (inaugurada en 1999). - En 1993 y 1994 se firmaron acuerdos militares y comerciales entre ambos países. |
| Botsuana                       | 3 de marzo de 2004            | - Botsuana reconoció la independencia de Ucrania el 11 de febrero de 1992. |
| Cabo Verde                     | 25 de marzo de 1992           | - Ucrania está representada en Cabo Verde por su embajada en Dakar (Senegal). |
| República Centroafricana (RCA) | 14 de septiembre de 1995      | Véase relaciones República Centroafricana-Ucrania |
| Comoras                        | 23 de julio de 1993           | - Comoras tiene un consulado honorario en Kiev. - Ucrania está representada en Comoras por su embajada en Nairobi (Kenia). |
| Egipto                         | 25 de enero de 1992           | Véase Relaciones Egipto-Ucrania - Desde 1993, Egipto tiene una embajada en Kiev. - Desde 1993, Ucrania tiene una embajada en El Cairo y un consulado honorario en Alejandría. |
| Guinea                         | 4 de abril de 1992            | - Ucrania ha mostrado su apoyo a las dictaduras militares de Guinea suministrando a la milicia de Moussa Dadis Camara. |
| Guinea-Bisáu                   | 12 de febrero de 2009         | - Ucrania está representada en Guinea-Bisáu por su embajada en Dakar (Senegal). |
| Kenia                          | 5 de mayo de 1993             | Véase Relaciones Kenia-Ucrania - Kenia está acreditada en Ucrania desde su embajada en Moscú (Rusia). - Ucrania tiene embajada en Nairobi. |
| Malaui                         | 22 de diciembre de 1998       | - Malaui está acreditado ante Ucrania desde su embajada en Berlín (Alemania). - Ucrania está acreditada en Malaui desde su embajada en Nairobi (Kenia). - Los presidentes de Ucrania y Malaui, Volodymyr Zelenskyy y Lazarus Chakwera, hablaron por teléfono por primera vez en la historia de las relaciones bilaterales el 4 de agosto de 2022. Tras la invasión rusa de Ucrania, el presidente Lazarus Chakwera instó a Rusia a retirarse de Ucrania. |
| Mauritania                     | 30 de septiembre de 1992      | - Mauritania está representada en Ucrania por su embajada en Moscú (Rusia). - Ucrania está representada en Mauritania por su embajada en Rabat (Marruecos). |
| Sudáfrica                      | 16 de marzo de 1992           | Véase Relaciones Sudáfrica-Ucrania - Sudáfrica estableció su embajada en Kiev en octubre de 1992. - Ucrania estableció su embajada en Pretoria en 1995. |
| Sudán                          | 4 de junio de 1992            | Véase Relaciones Sudán-Ucrania - Sudán tiene embajada en Kiev. |
| Túnez                          | 24 de junio de 1992           | - Túnez reconoció la independencia de Ucrania el 25 de diciembre de 1991. |
| Uganda                         | 7 de septiembre de 1994       | - Uganda está representada en Ucrania por su embajada en Moscú (Rusia) - Ucrania está representada en Uganda por su embajada en Nairobi (Kenia) |
| Zambia                         | 22 de abril de 1993           | Véase Relaciones Ucrania-Zambia - Zambia reconoció la independencia de Ucrania el 30 de diciembre de 1991. |

### Américas
| País           | Inicio de relaciones formales | Notas |
| -------------- | ----------------------------- | --- |
| Argentina      | 6 de enero de 1992            | Véase Relaciones Argentina-Ucrania - Argentina tiene embajada en Kiev - Ucrania tiene embajada en Buenos Aires. - En octubre de 2011 comenzó a funcionar un régimen de viajes sin visado entre ambos países. - Lista de Tratados que rigen las relaciones Argentina y Ucrania (Ministerio de Asuntos Exteriores de Argentina, en español) |
| Belice         | 1 de octubre de 1999          | - Belice condenó la invasión rusa de Ucrania de 2022, calificándola de "ilegal" e "injustificada". |
| Bolivia        | 8 de febrero de 1992          | - Bolivia se abstuvo en una votación de la Asamblea General de las Naciones Unidas que condenaba la invasión rusa de Ucrania en 2022. |
| Brasil         | 11 de febrero de 1992         | Véase Relaciones Brasil-Ucrania - Brasil y Ucrania son socios estratégicos y cooperan en comercio, tecnología espacial, educación, energía, sanidad y defensa. - Brasil reconoció la independencia de Ucrania el 26 de diciembre de 1991. - El reciente desarrollo de una industria espacial conjunta ha reforzado los lazos bilaterales entre ambos países[50]. Ucrania considera a Brasil su socio comercial clave en América Latina y ha apoyado firmemente la candidatura brasileña a un puesto permanente en el Consejo de Seguridad de las Naciones Unidas. |
| Canadá         | 27 de enero de 1992           | Véase Relaciones Canadá-Ucrania - Canadá abrió su embajada en Kiev en abril de 1992, y en octubre de ese mismo año se inauguró la embajada de Ucrania en Ottawa, sufragada en su mayor parte con donativos de la comunidad ucraniano-canadiense. - Ucrania abrió un consulado general en Toronto en 1993 y en Edmonton en 2018. Ucrania también tiene consulados en Halifax, Montreal, Regina y Vancouver. Canadá también tiene un consulado en L'viv. |
| Chile          | 28 de enero de 1992           | Véase Relaciones Chile-Ucrania - La embajada de Chile en Polonia concurre representación diplomática a Ucrania. Asimismo, cuenta con un consulado honorario en Kiev. - Ucrania posee una embajada en Santiago de Chile. |
| Cuba           | 12 de marzo de 1992           | - Cuba tiene embajada en Kiev. - Ucrania tiene embajada en La Habana. |
| Dominica       | 25 de abril de 2019           | - Ambos países establecieron relaciones diplomáticas el 25 de abril de 2019. - Ambos países firmaron también un acuerdo de exención de visados. |
| El Salvador    | 14 de abril de 1999           | Véase Relaciones El Salvador-Ucrania - El Salvador se abstuvo en una votación de la Asamblea General de las Naciones Unidas que condenaba la invasión rusa de Ucrania en 2022. |
| Guyana         | 15 de noviembre de 2001       | - Guyana aprobó una resolución de la Asamblea General de las Naciones Unidas condenando la invasión rusa de Ucrania de 2022. |
| Honduras       | 17 de septiembre de 2002      | - Honduras se abstuvo en una votación de la Asamblea General de las Naciones Unidas que condenaba la invasión rusa de Ucrania en 2022. |
| México         | 14 de enero de 1992           | Véase Relaciones México-Ucrania - México tiene embajada en Kiev. - Ucrania tiene una embajada en Ciudad de México. |
| Panamá         | 21 de mayo de 1993            | - Panamá se abstuvo en una votación de la Asamblea General de las Naciones Unidas que condenaba la invasión rusa de Ucrania en 2022. |
| Paraguay       | 26 de febrero de 1993         | - Paraguay está representado en Ucrania a través de su embajada en Moscú (Rusia). - Ucrania está representada en Paraguay a través de su embajada en Buenos Aires (Argentina) y un consulado honorario en Asunción. - Existe una importante comunidad de personas de origen ucraniano en Paraguay (entre 10.000 y 15.000 personas), la mayoría de las cuales llegaron a principios del siglo XX. (Véase también Ucranianos en Paraguay) |
| Perú           | 7 de mayo de 1992             | - Perú está acreditado ante Ucrania desde su embajada en Moscú, Rusia. - Ucrania tiene embajada en Lima. |
| Estados Unidos | 3 de enero de 1992            | Véase Relaciones Ucrania-Estados Unidos - Estados Unidos mantiene relaciones cordiales, amistosas y estratégicas con Ucrania y concede gran importancia al éxito de la transición de Ucrania a un Estado democrático con una floreciente economía de libre mercado. - Estados Unidos apoyó una resolución de la Asamblea General de las Naciones Unidas que condenaba la invasión rusa de Ucrania en 2022. |
| Uruguay        | 18 de mayo de 1992            | - Ucrania está representada en Uruguay a través de su embajada en Buenos Aires (Argentina). - Uruguay está representado en Ucrania a través de su embajada en Moscú (Rusia) y de un consulado honorario en Kiev. - En Uruguay viven unas 10.000 personas de ascendencia ucraniana. |
| Venezuela      | 29 de septiembre de 1993      | Véase Relaciones Ucrania-Venezuela - En 2019, Ucrania reconoció a Juan Guaidó como presidente de Venezuela. |

### Asia
| País            | Inicio de relaciones formales                        | Notas |
| --------------- | ---------------------------------------------------- | --- |
| Armenia         | 25 de diciembre de 1991                              | Véase Relaciones Armenia-Ucrania - Las relaciones armenio-ucranianas han durado siglos y hoy son cordiales. - Ya en el siglo XII existían comunidades armenias en el Estado medieval de Kiev. Estas comunidades se convirtieron en asentamientos armenios. - Armenia tiene embajada en Kiev y consulados en Odesa, Jarkiv, Ternópol y Cherkasy. - Ucrania tiene embajada en Ereván. |
| Azerbaiyán      | 6 de febrero de 1992                                 | Véase Relaciones Azerbaiyán-Ucrania - Azerbaiyán desempeña un papel importante en la política exterior de Ucrania debido a su papel estratégico. Ambos países se encuentran entre los miembros fundadores del GUAM y, tras su independencia de la Unión Soviética, han mantenido una estrecha relación. Las relaciones de cooperación estratégica y las relaciones políticas, económicas y culturales entre ambos países son de alto nivel. - Azerbaiyán tiene una embajada en Kiev. - Ucrania tiene embajada en Bakú. - Hay unos 32.000 ucranianos que viven en Azerbaiyán, y más de 45.000 azerbaiyanos en Ucrania. - Ambos países se apoyan mutuamente para entrar en organizaciones internacionales. - Ucrania apoya la resolución pacífica del conflicto de Nagorno Karabaj en el marco de la integridad territorial de Azerbaiyán y está dispuesta a participar en una posible operación de mantenimiento de la paz bajo el mandato de las Naciones Unidas. |
| Baréin          | 20 de julio de 1992                                  | Véase Relaciones Baréin-Ucrania |
| Bangladés       | 24 de febrero de 1992                                | Véase Relaciones Bangladés-Ucrania |
| Brunéi          | 3 de octubre de 1997                                 | Véase Relaciones Brunéi-Ucrania |
| Camboya         | 23 de abril de 1992                                  | Véase Relaciones Camboya-Ucrania |
| China           | 4 de enero de 1992                                   | Véase Relaciones China-Ucrania - China tiene una embajada en Kiev y un consulado general en Odesa. - Ucrania tiene una embajada en Pekín y un consulado general en Shanghái. - Las relaciones comerciales chino-ucranianas se han intensificado desde 2008 y van en aumento; por ejemplo, varias empresas chinas están interesadas en invertir en la construcción de una gran carretera orbital alrededor de Kiev y en la construcción de varios puentes sobre el río Dnipro. China tiene previsto conceder un préstamo de 25 millones de yuanes (unos 3,7 millones de dólares) a Ucrania. - Ucrania también ha empezado a suministrar a China motores a reacción para aviones militares. |
| Georgia         | 22 de julio de 1992                                  | Véase Relaciones Georgia-Ucrania Desde su independencia de la Unión Soviética, ambos países se consideran socios estratégicos y han forjado estrechas relaciones políticas y culturales. Durante la era Shevardnadze, el gobierno georgiano mantuvo estrechas relaciones con Ucrania. Sin embargo, la relación se ha estrechado aún más tras la Revolución de las Rosas en Georgia y la Revolución Naranja en Ucrania. Durante las Revoluciones Naranjas, muchos georgianos se manifestaron en Kiev en apoyo de Viktor Yushchenko. Ambos países mantienen una orientación política prooccidental y aspiran a entrar en la OTAN y la Unión Europea. La estrecha amistad entre los Presidentes Mikheil Saakashvili y Viktor Yushchenko también ha desempeñado un papel importante en la reciente unidad política y cultural de los dos países. Sin embargo, la unidad cultural y política entre ambas naciones existe desde hace mucho tiempo. Hay muchos actos culturales en ambas cortes que celebran las estrechas relaciones entre los pueblos georgiano y ucraniano. En 2007, los georgianos inauguraron una estatua a Taras Shevchenko en Tiflis, mientras que los ucranianos erigieron la estatua del poeta épico georgiano Shota Rustaveli en Kiev. |
| India           | 17 de enero de 1992                                  | Véase Relaciones India-Ucrania - La embajada india en Kiev se inauguró en mayo de 1992 y Ucrania abrió su misión en Nueva Delhi en febrero de 1993. El Consulado General de India en Odesa funcionó desde 1962 hasta su cierre en marzo de 1999. |
| Indonesia       | 11 de junio de 1992                                  | Véase Relaciones Indonesia-Ucrania |
| Irán            | 22 de enero de 1992                                  | Véase Relaciones Irán-Ucrania - Irán tiene una embajada en Kiev. - Ucrania tiene embajada en Teherán. |
| Irak            | 16 de diciembre de 1992                              | Véase Relaciones Irak-Ucrania - Ucrania tiene embajada en Bagdad e Irak en Kiev. - Un pequeño contingente de ucranianos operó en Irak tras la invasión del país, principalmente en labores policiales y de reconstrucción. |
| Israel          | 26 de diciembre de 1991                              | Véase Relaciones Israel-Ucrania - Israel tiene embajada en Kiev. - Ucrania tiene una embajada en Tel Aviv y un consulado general en Haifa. |
| Japón           | 26 de enero de 1992                                  | Véase Relaciones Japón-Ucrania - Japón extendió su reconocimiento al Estado ucraniano el 28 de diciembre de 1991, inmediatamente después de la desintegración de la Unión Soviética. - Ucrania mantiene una embajada en Tokio. - Japón mantiene una embajada en Kiev. |
| Kazajistán      | 23 de julio de 1992                                  | Véase Relaciones Kazajistán-Ucrania - Kazajistán tiene una embajada en Kiev y un consulado honorario en Odesa. - Ucrania tiene una embajada en Astaná y un consulado general en Almaty. |
| Líbano          | 14 de diciembre de 1992                              | Véase Relaciones Líbano-Ucrania |
| Malasia         | 3 de marzo de 1992                                   | Véase Relaciones Malasia-Ucrania - Malasia reconoció la independencia de Ucrania el 31 de diciembre de 1991, 5 días después de la disolución de la Unión Soviética. - Malasia tiene embajada en Kiev. - Desde agosto de 2002, Ucrania tiene embajada en Kuala Lumpur. |
| Myanmar         | 19 de enero de 1999                                  | Véase Relaciones Myanmar-Ucrania |
| Corea del Norte | Relaciones diplomáticas rotas el 13 de julio de 2022 | - Corea del Norte reconoce la independencia de Ucrania el 9 de enero de 1992. - Se ha demostrado que Ucrania ha vendido a Corea del Norte motores de cohetes utilizados para misiles. - Ucrania cortó sus lazos diplomáticos con Corea del Norte el 13 de julio de 2022, después de que Corea del Norte reconociera la independencia de las regiones orientales de Luhansk y Donetsk, y desde entonces ha retirado el reconocimiento de Corea del Norte al referirse a "Corea" como República de Corea en la lista de misiones diplomáticas extranjeras que figura en el sitio web del MAE ucraniano. |
| Pakistán        | 16 de marzo de 1992                                  | Véase Relaciones Pakistán-Ucrania - Pakistán reconoció la independencia de Ucrania en 1991. - Pakistán tiene una embajada en Kiev. - Ucrania tiene una embajada en Islamabad. - Ucrania y Pakistán han cooperado entre sí en el sector educativo y en intercambios culturales. Pakistán y Ucrania también cooperan estrechamente en ingeniería aeroespacial, tecnologías aeroespaciales, ciencias biomédicas y ciencia y tecnología. |
| Palestina       | 2 de noviembre de 2001                               | Véase Relaciones Palestina-Ucrania |
| Arabia Saudita  | 14 de abril de 1993                                  | Véase Relaciones Arabia Saudita-Ucrania - Arabia Saudita reconoció la independencia de Ucrania en 1992. - Arabia Saudita está representada en Ucrania a través de su embajada en Moscú (Rusia). - Ucrania tiene una embajada en Riad y un consulado honorario en Yeda. - En enero de 2003, el presidente ucraniano Leonid Kuchma realizó una visita oficial a Arabia Saudí. |
| Singapur        | 31 de marzo de 1992                                  | Véase Relaciones Singapur-Ucrania - Singapur reconoció la independencia de Ucrania el 2 de enero de 1992. - Singapur está representado en Ucrania a través de su embajada en Moscú (Rusia). - Desde diciembre de 2002, Ucrania tiene una embajada y un consulado honorario en Singapur. - En 2007, ambos países iniciaron negociaciones para un acuerdo de libre comercio. En 2006, Ucrania fue el 55.º socio comercial de Singapur, con un comercio total de 774 millones de dólares singapurenses. - En 2007, ambos países firmaron un acuerdo de doble imposición. |
| Corea del Sur   | 10 de febrero de 1992                                | Véase Relaciones Corea del Sur-Ucrania - Ucrania tiene embajada en Seúl. - Corea del Sur tiene una embajada en Kiev. - Desde el 13 de julio de 2022, Ucrania reconoce a la República de Corea como único gobierno legítimo de la península coreana. |
| Siria           | Relaciones diplomáticas rotas el 30 de junio de 2022 | - Siria reconoció la independencia de Ucrania el 28 de diciembre de 1991 y estableció relaciones desde el 31 de marzo de 1992. - Las relaciones fueron positivas hasta 2011, pero desde entonces están en pausa. - Ucrania tenía una embajada en Damasco antes de su cierre en 2016. - Ucrania cortó sus relaciones diplomáticas con Siria el 29 de junio de 2022, después de que este país reconociera la independencia de las regiones orientales de Luhansk y Donetsk. |
| Taiwán          | Sin relaciones oficiales, Relaciones de facto        | Véase Relaciones Taiwán-Ucrania - Tras la caída de la Unión Soviética, Taiwán intentó establecer relaciones diplomáticas con Ucrania antes que con China, pero finalmente fracasó tras dos visitas diplomáticas del viceministro de Asuntos Exteriores Chiang Hsiao-yen. - Durante la invasión rusa de Ucrania en 2022, Taiwán envió 27 toneladas de ayuda humanitaria a Ucrania. |
| Tailandia       | 6 de mayo de 1992                                    | Véase Relaciones Tailandia-Ucrania - Tailandia está representada en Ucrania a través de su consulado en Kiev. - Ucrania tiene una embajada y un consulado honorario en Bangkok. |
| Turquía         | 3 de febrero de 1992                                 | Véase Relaciones Turquía-Ucrania Turquía y Ucrania tienen una larga cronología de contactos históricos, geográficos y culturales. Las relaciones diplomáticas entre ambos países se establecieron a principios de la década de 1990, cuando Turquía se convirtió en uno de los primeros Estados del mundo en anunciar oficialmente su reconocimiento de la Ucrania soberana. - Turquía tiene una embajada en Kiev y un consulado general en Odesa. - Ucrania tiene una embajada en Ankara y un consulado general en Estambul. |
| Uzbekistán      | 25 de agosto de 1992                                 | Véase Relaciones Ucrania-Uzbekistán |
| Vietnam         | 23 de enero de 1992                                  | Véase Relaciones Ucrania-Vietnam |

### Europa
Ucrania y todos los Estados miembros de la ONU en Europa, excepto Bielorrusia y Kazajistán, son miembros del Consejo de Europa.
| País                                       | Inicio de relaciones formales                          | Notas |
| ------------------------------------------ | ------------------------------------------------------ | --- |
| Albania                                    | 13 de enero de 1993                                    | Véase Relaciones Albania-Ucrania |
| Andorra                                    | 19 de abril de 1996                                    | Véase Relaciones Andorra-Ucrania |
| Austria                                    | 24 de enero de 1992                                    | Véase Relaciones Austria-Ucrania - Ucrania incluye gran parte del territorio (parte del cual pasó a formar parte de Polonia o Checoslovaquia antes de 1939) que formaba parte del Imperio Austrohúngaro: Lviv Oblast, Ivano-Frankivsk Oblast, Ternópol Oblast, la mayor parte de Chernivtsi Oblast y Zakarpattia Oblast. - Austria tiene una embajada en Kiev y 3 consulados honorarios (en Donetsk, Járkov y Lviv). - Ucrania tiene una embajada en Viena y dos consulados honorarios (en Klagenfurt y Salzburgo). |
| Bielorrusia                                | 27 de diciembre de 1991                                | Véase Relaciones Bielorrusia-Ucrania - Ambos países comparten 891 km de frontera. - Bielorrusia tiene una embajada en Kiev y un consulado honorario en Lviv. - Ucrania tiene una embajada en Minsk y un consulado general en Brest. - Ambos países son miembros de pleno derecho del Proceso de Bakú y de la Iniciativa Centroeuropea. |
| Bélgica                                    | 10 de marzo de 1992                                    | Véase Relaciones Bélgica-Ucrania - Bélgica tiene una embajada en Kiev; Ucrania tiene una embajada en Bruselas y dos consulados honorarios (en Amberes y Mons). - Aunque políticamente las dos naciones no están estrechamente vinculadas, tienen una larga historia de integración económica y comercio, y las inversiones belgas desempeñan un papel en la economía ucraniana contemporánea. En 2008, los ingresos comerciales generados entre ambas naciones ascendían aproximadamente a 1.000 millones de dólares. |
| Bosnia y Herzegovina                       | 30 de enero de 1993                                    | - Bosnia y Herzegovina está representada en Ucrania a través de su embajada en Budapest (Hungría). - Ucrania tiene embajada en Sarajevo. |
| Bulgaria                                   | 13 de diciembre de 1991                                | Véase Relaciones Bulgaria-Ucrania - Ambos países establecieron relaciones diplomáticas en 1992. Bulgaria tiene una embajada en Kiev y un consulado general en Odesa. - Ucrania tiene una embajada en Sofía y un consulado general en Varna. |
| Croacia                                    | 18 de febrero de 1992                                  | Véase Relaciones Croacia-Ucrania - Croacia tiene embajada en Kiev. - Ucrania tiene embajada en Zagreb. |
| Chipre                                     | 19 de febrero de 1992                                  | - La embajada chipriota en Berlín (Alemania) también está acreditada como embajada no residente en Ucrania. Chipre también tiene dos consulados honorarios (en Kiev y en Mariupol). - Ucrania tiene una embajada en Nicosia y un consulado honorario en Limassol. |
| República Checa                            | 18 de febrero de 1992                                  | Véase Relaciones República Checa-Ucrania - La República Checa tiene embajada en Kiev. - Ucrania tiene una embajada en Praga. |
| Dinamarca                                  | 12 de febrero de 1992                                  | Véase Relaciones Dinamarca-Ucrania - Dinamarca tiene embajada en Kiev. - Ucrania tiene embajada en Copenhague. |
| Estonia                                    | 4 de enero de 1992                                     | Véase Relaciones Estonia-Ucrania - Estonia tiene embajada en Kiev. - Ucrania tiene embajada en Tallin. |
| Finlandia                                  | 26 de febrero de 1992                                  | Véase Relaciones Finlandia-Ucrania - Finlandia tiene embajada en Kiev. - Ucrania tiene embajada en Helsinki. |
| Francia                                    | 24 de enero de 1992                                    | Véase Relaciones Francia-Ucrania - Francia tiene una embajada en Kiev. - Ucrania tiene embajada en París. - Desde 2006, Ucrania es observador en la organización de la Francofonía. |
| Alemania                                   | 17 de enero de 1992                                    | Véase Relaciones Alemania-Ucrania - Alemania tiene embajada en Kiev. - Ucrania tiene una embajada en Berlín y tres consulados generales (en Fráncfort, Hamburgo y Múnich). |
| Grecia                                     | 15 de enero de 1992                                    | Véase Relaciones Grecia-Ucrania - Grecia tiene una embajada en Kiev y dos consulados generales (en Mariupol y Odesa). - Ucrania tiene una embajada en Atenas y un consulado general en Salónica. |
| Santa Sede                                 | 8 de febrero de 1992                                   | Ver Relaciones Santa Sede-Ucrania |
| Hungría                                    | 3 de diciembre de 1991                                 | Véase Relaciones Hungría-Ucrania - Hungría tiene una embajada en Kiev, un consulado general en Uzhhorod y un consulado en Berehove. - Ucrania tiene una embajada en Budapest y un consulado general en Nyíregyháza. |
| Islandia                                   | 30 de marzo de 1992                                    | - Islandia está representada en Ucrania a través de su embajada en Helsinki (Finlandia). - Ucrania está representada en Islandia a través de su embajada en Helsinki (Finlandia) y de un consulado honorario en Reikiavik. |
| República Chechena de Ichkeria (Chechenia) | 2022                                                   | - Ucrania reconoció la República Chechena de Ichkeria en 2022. Antes del reconocimiento del Estado, Akhmed Zakayev creó el Batallón Separado de Propósitos Especiales el 29 de julio del mismo año. |
| Irlanda                                    | 1 de abril de 1992                                     | - Irlanda reconoció al Estado ucraniano en 1991. - Irlanda tiene embajada en Kiev. - Ucrania tiene embajada en Dublín. - En Irlanda viven 3.343 ucranianos. |
| Italia                                     | 29 de enero de 1992                                    | Véase Relaciones Italia-Ucrania - Italia tiene embajada en Kiev. - Ucrania tiene una embajada en Roma, un consulado general en Milán y 4 consulados honorarios (en Bari, Florencia, Génova, Nápoles, Padua y Reggio Calabria). - En Italia viven unas 120.000 personas de ascendencia ucraniana. |
| Letonia                                    | 12 de febrero de 1992                                  | Véase Relaciones Letonia-Ucrania - Letonia tiene una embajada en Kiev y 2 consulados honorarios (en Lviv y Odesa). - Ucrania tiene una embajada en Riga y un consulado honorario en Ventspils. - En Letonia viven unos 92.000 ucranianos. |
| Liechtenstein                              | 6 de febrero de 1992                                   | Véase Relaciones Liechtenstein-Ucrania - Liechtenstein está representado a través de Suiza en su embajada de Kiev. - Ucrania está representada a través de Suiza en la Embajada de Ucrania en Berna. |
| Lituania                                   | 12 de diciembre de 1991                                | Véase Relaciones Lituania-Ucrania - Gran parte del territorio actual de Ucrania formaba parte de la Mancomunidad Polaco-Lituana antes de las particiones de Polonia que concluyeron en 1795. - Lituania tiene una embajada en Kiev y un consulado honorario en Lviv. - Ucrania tiene una embajada en Vilna y tres consulados honorarios (en Klaipėda, Šalčininkai y Visaginas). - En Lituania viven unos 44.000 ucranianos y en Ucrania unos 11.000. |
| Luxemburgo                                 | 1 de julio de 1992                                     | Véase Relaciones Luxemburgo-Ucrania |
| Malta                                      | 5 de marzo de 1992                                     | Véase Relaciones Malta-Ucrania - La embajada de Malta en Moscú (Rusia) también está acreditada como embajada no residente en Ucrania. - Ucrania está representada en Malta a través de su embajada en Roma (Italia). |
| Moldavia                                   | 27 de diciembre de 1991                                | Véase Relaciones Moldavia-Ucrania - Ucrania abrió una embajada en Chișinău y un consulado en Bălți en 2005. El embajador ucraniano en Chișinău es Serhiy Pirozhkov. - La frontera entre Moldavia y Ucrania es de 985 kilómetros. - Los ucranianos son el segundo grupo étnico más numeroso de Moldavia, después de los moldavos. Hay 442.346 ucranianos en Moldavia, lo que representa el 11,2% de la población. Los moldavos son la cuarta minoría étnica de Ucrania. - Según el censo ucraniano de 2001, había 258.600 moldavos en Ucrania, lo que representa el 0,5% de la población ucraniana. La lengua materna del 70,0% de los moldavos es el ruso (17,6%) y el ucraniano (10,7%). |
| Mónaco                                     | 26 de julio de 2007                                    | |
| Montenegro                                 | 22 de agosto de 2006                                   | Véase Relaciones Montenegro-Ucrania - Ucrania reconoció a la República de Montenegro el 15 de junio de 2006. Ambos países establecieron relaciones diplomáticas el 22 de agosto de 2006. - La embajada de Ucrania en Belgrado (Serbia) está acreditada como embajada no residente en Montenegro. - En 2008, ambos países manifestaron su intención de abrir embajadas residentes. |
| Países Bajos                               | 1 de abril de 1992                                     | Véase Relaciones Países Bajos-Ucrania - Los Países Bajos tienen una embajada en Kiev y un consulado en Lviv. - Ucrania tiene embajada en La Haya. |
| Macedonia del Norte                        | 20 de abril de 1995                                    | Véase Relaciones Macedonia del Norte-Ucrania |
| Noruega                                    | 5 de febrero de 1992                                   | Véase Relaciones Noruega-Ucrania - Noruega reconoció la independencia de Ucrania en 1991. - Noruega tiene embajada en Kiev. - Ucrania tiene una embajada y un consulado honorario en Oslo. |
| Polonia                                    | 4 de enero de 1992                                     | Véase Relaciones Polonia-Ucrania - Polonia fue el primer país del mundo en reconocer la independencia de Ucrania. Las relaciones han ido mejorando desde entonces, y Polonia y Ucrania han formado una sólida asociación estratégica. En las relaciones polaco-ucranianas resurgen ocasionalmente diversas controversias de su historia común, pero no tienen una gran influencia en las relaciones bilaterales de Polonia y Ucrania. Ambos países comparten una frontera de unos 529 km. La aceptación por Polonia del Acuerdo de Schengen creó problemas con el tráfico fronterizo ucraniano. El 1 de julio de 2009 entró en vigor un acuerdo sobre tráfico fronterizo local entre ambos países. Este acuerdo permite a los ciudadanos ucranianos que viven en regiones fronterizas cruzar la frontera polaca según un procedimiento liberalizado. |
| Portugal                                   | 27 de enero de 1992                                    | Véase Relaciones Portugal-Ucrania - Portugal reconoció la independencia de Ucrania en 1991. - Portugal tiene una embajada en Kiev. - Ucrania tiene una embajada y un consulado honorario en Lisboa y un consulado en Oporto. - En Portugal viven entre 40.000 y 150.000 ucranianos. |
| Rumanía                                    | 1 de febrero de 1992                                   | Véase Relaciones Rumanía-Ucrania - Rumanía tiene una embajada en Kiev y 2 consulados generales (en Chernivtsi y Odesa). - Ucrania tiene una embajada en Bucarest y un consulado en Suceava. |
| Rusia                                      | Relaciones diplomáticas rotas el 24 de febrero de 2022 | Véase Relaciones Rusia-Ucrania Las relaciones se establecieron el 14 de febrero de 1992. Anteriormente, Rusia tenía una embajada en Kiev y consulados en Járkov, Lviv, Odesa y Simferopol. Ucrania tenía una embajada en Moscú y consulados en Rostov del Don, San Petersburgo, Tiumén y Vladivostok. Las relaciones entre los gobiernos de ambos países han sido poco amistosas desde que expiró la presidencia de Leonid Kuchma. El primer ministro ruso, Vladímir Putin, declaró supuestamente en una cumbre OTAN-Rusia en 2008 que si Ucrania ingresaba en la OTAN, su país podría contender para anexionarse el este ucraniano y Crimea. Algunos analistas creen que los actuales dirigentes rusos están decididos a impedir un equivalente ruso de la Revolución Naranja ucraniana en Rusia. Se supone que esta mentalidad explica no sólo la política interior rusa, sino también su sensibilidad ante los acontecimientos en el extranjero. Muchos en Ucrania y fuera de ella creen que Rusia ha utilizado periódicamente sus vastos recursos energéticos para intimidar a su vecino más pequeño y dependiente, pero el Gobierno ruso argumenta en cambio que son las disputas internas entre la élite política ucraniana las culpables del estancamiento. Más tarde, Putin declaró que el Gobierno de la Federación Rusa respeta la soberanía de Ucrania, mientras que varios parlamentarios rusos, así como algunos gobernadores, instaban a la liquidación de Ucrania. A partir de noviembre de 2013, la decisión del presidente ucraniano Víktor Yanukóvich de echarse atrás en la firma de un acuerdo de integración con la Unión Europea inició un periodo de agitación civil entre los ucranianos partidarios de la integración en la Unión Europea y los que querían estrechar lazos con Rusia, que culminó en la Revolución de la Dignidad. Rusia aprovechó esta inestabilidad política para anexionarse Crimea en marzo de 2014, aunque Ucrania sigue reclamando la soberanía sobre el territorio. Rusia también ha apoyado supuestamente a las fuerzas separatistas en la guerra de Donbás. En diciembre de 2015, piratas informáticos rusos supuestamente piratearon las redes eléctricas de Ucrania, lo que provocó un apagón y terror generalizado. El 24 de febrero de 2022, Rusia lanzó una invasión de Ucrania, lo que llevó a Ucrania a romper los lazos diplomáticos con el país. |
| San Marino                                 | 24 de marzo de 1995                                    | Ver Relaciones San Marino-Ucrania |
| Serbia                                     | 15 de abril de 1994                                    | Véase Relaciones Serbia-Ucrania - Serbia reconoció a Ucrania en diciembre de 1991 mediante la decisión sobre el reconocimiento de las antiguas repúblicas de la Unión Soviética. - Ucrania tiene embajada en Belgrado. - Serbia tiene una embajada en Kiev. |
| Eslovaquia                                 | 30 de enero de 1993                                    | Véase Relaciones Eslovaquia-Ucrania - Eslovaquia tiene una embajada en Kiev, un consulado general en Uzhhorod y dos consulados honorarios (en Donetsk y Uzhhorod). - Ucrania tiene una embajada en Bratislava y un consulado general en Prešov. - Ambos países comparten 90 km de frontera. - En Eslovaquia viven entre 40.000 y 100.000 personas de ascendencia ucraniana. - Durante el periodo de entreguerras, la provincia ucraniana de Zakarpattia Oblast formó parte de Checoslovaquia. |
| Eslovenia                                  | 10 de marzo de 1992                                    | Véase Relaciones Eslovenia-Ucrania - Eslovenia tiene una embajada en Kiev y dos consulados honorarios (en Járkov y Lviv). - Ucrania tiene una embajada en Liubliana. - Ambos países son miembros de pleno derecho de la Organización para la Seguridad y la Cooperación en Europa. |
| España                                     | 30 de enero de 1992                                    | Véase Relaciones España-Ucrania - España reconoció la independencia de Ucrania en 1991. - España tiene embajada en Kiev. - Ucrania tiene una embajada en Madrid, un consulado general en Barcelona y un consulado en Málaga. |
| Suecia                                     | 13 de enero de 1992                                    | Véase Relaciones Suecia-Ucrania - Suecia tiene una embajada en Kiev y un consulado honorario en Kajovka. - Ucrania tiene una embajada en Estocolmo. |
| Suiza                                      | 6 de febrero de 1992                                   | Véase Relaciones Suiza-Ucrania - Los contactos entre Suiza y Ucrania se remontan a la época zarista. - Suiza reconoció a Ucrania en 1991 e inmediatamente abrió una embajada en Kiev. - Ucrania tiene embajada en Berna. |
| Reino Unido                                | 10 de enero de 1992                                    | Véase Relaciones Ucrania-Reino Unido - El Consulado General del Reino Unido en Kiev abrió sus puertas en noviembre de 1991 y se convirtió en embajada en enero de 1992. - Ucrania abrió una embajada en Londres en octubre de 1992 y un consulado general en Edimburgo en febrero de 2002. - Véase también Ucranianos en el Reino Unido. |

### Oceanía
| País          | Inicio de relaciones formales | Notas |
| ------------- | ----------------------------- | --- |
| Australia     | 10 de enero de 1992           | Véase Relaciones Australia-Ucrania - Las relaciones con Australia son actualmente modestas, pero van en aumento. - Australia y Ucrania tienen un tratado bilateral de acuerdo y cooperación económica, firmado en marzo de 1998. - Ucrania abrió una embajada en Canberra en marzo de 2003. - Australia tiene embajada en Kiev. - |
| Micronesia    | 17 de septiembre de 1999      | - Las relaciones se intensificaron tras la invasión rusa de Ucrania en 2022. Los Estados Federados de Micronesia rompieron relaciones diplomáticas con Rusia el 25 de febrero de 2022. "Los Estados Federados de Micronesia afirman su apoyo incondicional a la Organización del Tratado del Atlántico Norte y a las Naciones Unidas, que condenan correctamente la invasión rusa de Ucrania. Los Estados Federados de Micronesia apoyan la destitución de la Federación de Rusia como presidente del Consejo de Seguridad de las Naciones Unidas; la permanencia de Rusia allí es una fachada, ya que deberían defender el orden internacional basado en normas en lugar de socavarlo". |
| Nueva Zelanda | 3 de marzo de 1992            | Véase Relaciones Nueva Zelanda-Ucrania - Nueva Zelanda reconoció a Ucrania como Estado independiente el 27 de febrero de 1992. - Desde 2015, la embajada de Nueva Zelanda en Varsovia (Polonia) está acreditada para actuar como embajada de Nueva Zelanda en Ucrania. Desde octubre de 2008, el consulado honorario de Nueva Zelanda opera en Kiev. En diciembre de 2007, la Embajada de Ucrania en Australia fue acreditada para actuar como embajada de Ucrania para Nueva Zelanda. - En abril de 2006, el ministro de Asuntos Exteriores de Nueva Zelanda realizó una visita oficial a Ucrania.                                                                                      |
| Islas Salomón | 27 de septiembre de 2011      | Ucrania está representada en las Islas Salomón por su embajada en Canberra (Australia). |
| Vanuatu       | 29 de septiembre de 1999      | Ucrania está representada en Vanuatu por su embajada en Canberra (Australia). |

## Bloques regionales
| Bloque                                      | Países                          |
| ------------------------------------------- | ------------------------------- |
| Triángulo de Lublin                         | Ucrania - Polonia - Lituania    |
| Trío Asociado                               | Ucrania - Georgia - Moldavia    |
| Pacto trilateral británico-polaco-ucraniano | Ucrania - Polonia - Reino Unido |